# Friesenhof (Einrichtung der Kinder- und Jugendhilfe)
Friesenhof bezeichnet ein ehemaliges Unternehmen im Bereich der Kinder- und Jugendhilfe.
Offiziell firmierte das Unternehmen unter Barbara Janssen GmbH (Amtsgericht Pinneberg, HRB 8117 PI) mit Sitz in Büsum; zuvor war es im Handelsregister als Johanna Janssen SO.R.GE GmbH und als Kinder- und Jugendhilfeeinrichtung Friesenhof Barbara Janssen GmbH & Co. KG eingetragen. Inhaberin war Barbara Janssen.

## Standorte
| Einrichtung     | Adresse                              | Betriebserlaubnis vom | Lage                            |
| --------------- | ------------------------------------ | --------------------- | ------------------------------- |
| Verwaltungssitz | Werftstraße 8, 25761 Büsum           | --                    | 54° 7′ 41,2″ N, 8° 51′ 57,9″ O  |
| Charlottenhof   | Koog Chaussee 11, 25761 Hedwigenkoog | 28.04.2008            | 54° 10′ 37,2″ N, 8° 50′ 29,8″ O |
| Nanna           | Oesterstr.5, 25779 Wrohm             | 16.08.2010            | 54° 12′ 45″ N, 9° 23′ 18,7″ O   |
| Campina         | Dammstr. 18, 25764 Wesselburenerkoog | 24.08.2011            | 54° 14′ 37,4″ N, 8° 51′ 59,5″ O |

Das Unternehmen betrieb in den Jahren 1999 bis 2015 drei Standorte zur Unterbringung von Mädchen und jungen Frauen in Wesselburenerkoog („Campina“), Wrohm („Mädchencamp Nanna“) und Hedwigenkoog („Charlottenhof“) im Kreis Dithmarschen. Die Einrichtungen wurden im Jahr 2015 wegen Kindeswohlgefährdung geschlossen.

## Vorwürfe
Publik wurden die Vorwürfe durch die Fraktion der Linken in der Hamburger Bürgerschaft Ende Mai 2015. Sie publizierte ein ihr vorliegendes Schreiben des Landesjugendamtes.
Zu den Vorwürfen zählten:
- Es seien Kollektivstrafen verhängt worden.
- Es seien Briefe geöffnet und zurückgehalten sowie ungestörte Telefonate mit Erziehungsberechtigten verweigert worden.
- An den Fenstern seien die Griffe abmontiert worden.
- Die jungen Bewohnerinnen mussten sich angeblich „vor dem fast ausschließlich männlichen Personal nackt ausziehen, ihre persönliche Bekleidung abgeben, wurden teilweise gegen ihren Willen fotografiert oder gefilmt“.

Mitarbeiter des Norddeutschen Rundfunks (NDR) sprachen mit 20 ehemaligen Heimbewohnerinnen. Sie berichten von Schlägen, tagelanger Isolation, Schlafentzug und nächtlichen Sportstunden als Strafen. Beschwerdebriefe seien zerrissen worden. Der Kontakt zur Außenwelt sei verhindert worden. Die Unternehmensleitung sprach von einer „falschen Wahrnehmung“ der Insassen.
Zu den weiteren genannten Vorwürfen gehörten:
- „Aussitzen“, bei dem eine Gruppe von Mädchen stundenlang zusammensitzen musste, bis es ein Fehlverhalten eingestanden hatte[6]
- Anschreien
- Beschimpfungen
- Wecken zur Nachtzeit
- Sprechverbot
- Essensentzug
- Zwang zur Essensaufnahme
- Zwang zum Tragen bestimmter Kleidung
- „keines der Mädchen [durfte] alleine zur Toilette oder zum Duschen gehen, stets müsse eine ,Patin‘ dabei sein, um Fehlverhalten oder Entweichen zu verhindern“[7]

Am 8. Juni 2015 wurde bekannt, dass ein Betreuer ein sexuelles Verhältnis mit einem minderjährigen Mädchen gehabt haben soll, dessen genaues Alter aus Datenschutzgründen nicht genannt wurde.
Ehemalige Mitarbeiter hatten sich über die Erziehungsmethoden beim zuständigen Jugendamt beschwert, wie das Landesjugendamt von Schleswig-Holstein berichtet. Es kritisierte die Zustände am 30. Januar 2015. Dem Kreis Dithmarschen waren Probleme seit Jahren bekannt. Das Ministerium für Soziales, Gesundheit, Wissenschaft und Gleichstellung des Landes Schleswig-Holstein soll bereits Mitte Januar 2015 von der angeblichen sexuellen Beziehung eines Betreuers gewusst haben. Zuständige Bereichsleiterin des Ministeriums für die Heimaufsicht war zuletzt Sabine Toffolo.
Erste Auffälligkeiten habe es schon in den Jahren 2007, 2009 und 2011 gegeben, die dem Landesjugendamt vorgelegen hätten.
Die Inhaberin des Unternehmens, Barbara Jannsen bestreitet die Vorwürfe; die Verfügung des Landesjugendamts habe sie „in jedem einzelnen Punkt widerlegen können“, insbesondere mussten sich die Mädchen „niemals nackt ausziehen! Niemals!“

## Schließung
Die Einrichtungen wurden vom Ministerium am 3. Juni 2015 geschlossen.
Die Betreiberin Barbara Janssen meldete am 5. Juni die Insolvenz des Unternehmens an. Der Insolvenzverwalter ist laut Mitteilung des Amtsgerichtes Meldorf vom 5. Juni 2015 der Hamburger Rechtsanwalt Christian Heim. Insgesamt waren im Unternehmen zum Zeitpunkt der Insolvenz 52 Mitarbeiter beschäftigt. Das jüngste untergebrachte Mädchen war zwölf Jahre alt. Bei der Auflösung versuchten einige Mädchen verzweifelt zu fliehen, um nicht in andere Einrichtungen gebracht zu werden.

## Aufarbeitung
In sieben Jahren waren in den Einrichtungen unter anderem rund 80 Mädchen und junge Frauen aus Hamburg untergebracht. Michael Lindenberg, Professor an der Evangelischen Hochschule für Soziale Arbeit & Diakonie, Hamburg, warnte davor, den Betroffenen nicht zu glauben.
Die Betreiberin Barbara Janssen berichtete über ihre eigene Qualifikation, leider habe sie nur eine Ausbildung zur Erzieherin, dazu noch eine jugendpsychiatrische Weiterbildung absolviert: „Ich habe nicht die Möglichkeit gehabt zu studieren. Aber es reichte, um die Voraussetzungen für die Trägerschaft einer Einrichtung zu erfüllen.“
Wegen des Vorwurfs eines sexuellen Verhältnisses zwischen einem Pfleger und einer minderjährigen Insassin ermittelt die Staatsanwaltschaft seit Januar 2015.
Am 9. Juni 2015 und am 11. Juni 2015 fanden Sondersitzungen des Sozialausschusses des Landtages von Schleswig-Holstein statt. Insbesondere steht die Sozialministerin Kristin Alheit (SPD) in der Kritik. Alheit hält demgegenüber vor, dass für die Kontrolle von 1800 Einrichtungen nur sechs Mitarbeiter zur Verfügung stünden. Darüber hinaus sei sie über die Missstände nicht rechtzeitig informiert worden.
Wolfgang Dudda, Mitglied der Piratenpartei Schleswig-Holstein im Landtag, kritisierte: „Wer eine Würstchenbude aufmacht, muss mit unvermuteten Kontrollen rechnen; wer eine Jugendhilfeeinrichtung betreibt, darf sich über unvermutete Kontrollen beschweren.“
Die CDU kritisiert zudem auch Staatssekretärin Anette Langner.
Anfang Juli 2015 erschienen Meldungen, dass interne Dokumente belegen sollen, dass einige Mitarbeiter des Ministeriums seit Ende Januar oder früher von den Missständen gewusst haben müssen, zudem gab es erste Medienberichte über Missstände bereits im Jahr 2014. Wegen verschwundener Aktenvermerke erstattete Ministerin Alheit Strafanzeige gegen Unbekannt.
Im Juli 2015 wurde vom Landtag die Einrichtung eines parlamentarischen Untersuchungsausschusses (PUA) beschlossen. Der PUA Friesenhof konstituierte sich am 29. September 2015, den Vorsitz übernahm Barbara Ostmeier (CDU).
Das Schleswig-Holsteinische Oberverwaltungsgericht entschied im Juli 2021, dass die Schließung der Friesenhof-Mädchenheime im Jahr 2015 rechtswidrig war und bestätigte damit ein Urteil aus erster Instanz. Barbara Janssen fordert vor diesem Hintergrund Schadensersatz vom Land Schleswig-Holstein.